# Jacob Levitzki
Pour les articles homonymes, voir Levitzki.
Jacob Levitzki, ou encore Yaakov Levitsky (17 août 1904 - 25 février 1956) est un mathématicien israélien.

## Biographie
Il est né en 1904 en Ukraine, alors dans l'Empire russe; il émigre en 1912 dans la Palestine, alors partie de l'Empire ottoman. Après avoir accompli ses études au Gymnasium Herzliya, il se rend en Allemagne et obtient en 1929 un doctorat de mathématiques de l'université de Göttingen.
En 1931, après deux ans à l'université Yale, à New Haven (Connecticut), il revient en Palestine pour enseigner à l'université hébraïque de Jérusalem.

## Récompenses
Avec son élève à l'université hébraïque de Jérusalem, Shimshon Amitsur, il reçoit en 1953 le prix Israël en sciences exactes, l'année initiale de cette récompense, pour leur travail sur les lois des anneaux non commutatifs.
Son fils Alexander, qui reçoit également le prix Israël en sciences de la vie en 1990, établit un Prix Levitski au nom de ses parents, Jacob et Charlotte, pour encourager la recherche en algèbre en Israël.